# Хвиля (Баштанський район)
Хви́ля (до 2025 р. — Волна́) — село в Україні, у Володимирівській сільській громаді Баштанського району Миколаївської області. Населення становить 18 осіб.

## Історія
5 червня 2025 року Верховна Рада підтримала перейменування села Волна на Хвиля. 18 червня 2025 року перейменування набуло чинності.